# Reino de Altava
El Reino de Altava era un reino  bereber cristiano independiente centrado en la ciudad de Altava, en el norte de Argelia. El Reino de Altava fue un estado sucesor del anterior «Reino Mauro-Romano» que había controlado gran parte de la antigua provincia romana de Mauritania Cesariense. Este Reino colapsó como consecuencia de las campañas militares romanas orientales para disminuir su influencia y poder, después de que Garmul invadiera el Exarcado de África.
El colapso del Reino Mauro-Romano condujo al surgimiento de varios pequeños reinos bereberes en la región, incluido el Reino de Altava, que se centró en la capital del antiguo reino. El reino continuó existiendo en el Magreb hasta la conquista de la región por el Califato omeya en los  siglos VII y VIII.

## Historia

### Antecedentes

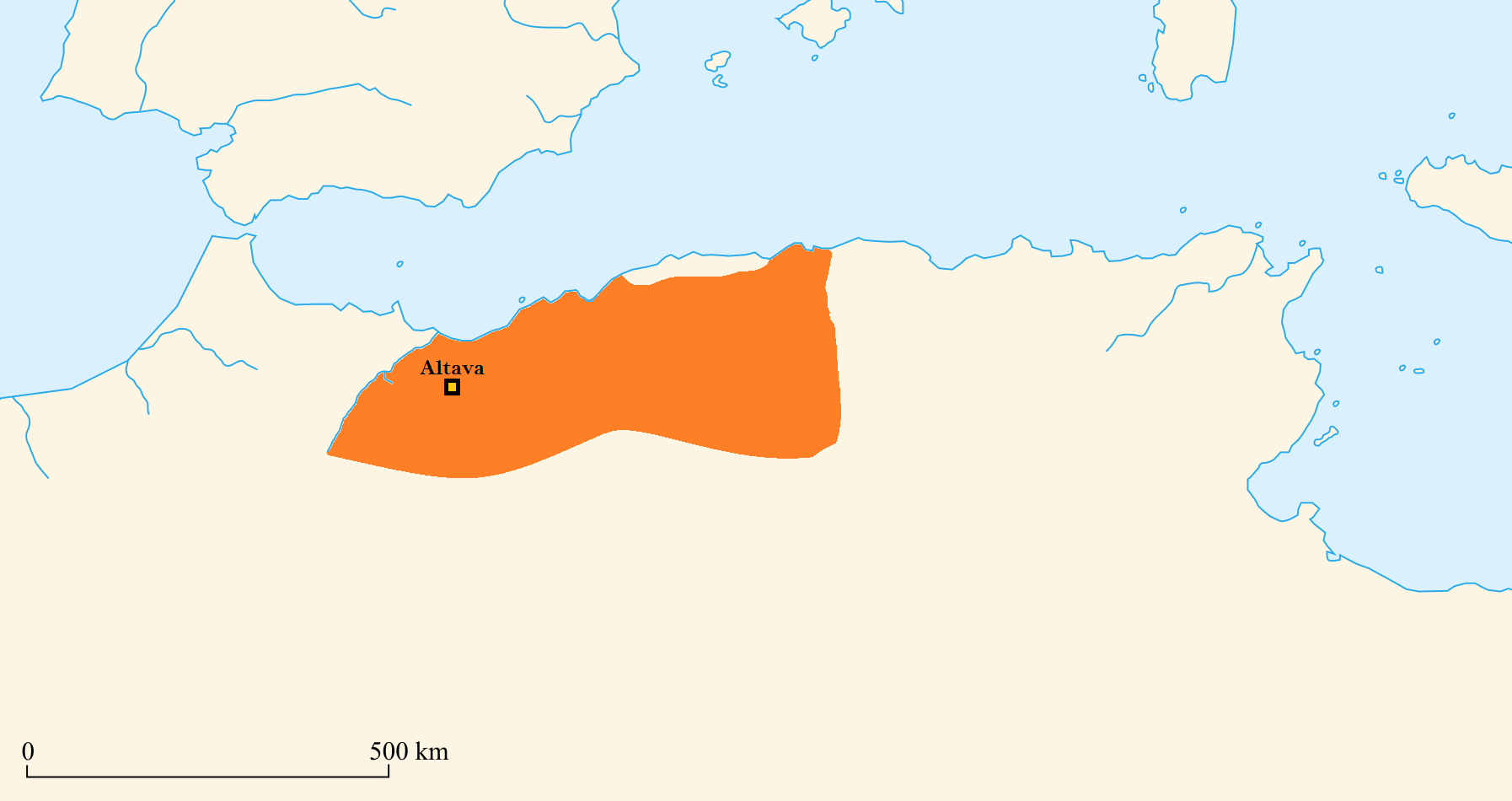
Mapa del Reino Mauro-Romano antes de que colapsase en el

El Reino Mauro-Romano se estableció a principios del siglo V después de las conquistas parciales bereberes de la Mauritania romana. El dominio romano directo se había limitado a unas pocas ciudades costeras como Septum (Ceuta) en Mauritania Tingitana y Cesarea en Mauritania Cesariense a finales del siglo III. Las fuentes históricas sobre áreas del interior son escasas pero aparentemente fueron controladas por gobernantes bereberes locales que, sin embargo, mantuvieron un cierto grado de cultura romana, incluidas las ciudades locales y generalmente reconocían nominalmente la soberanía de los emperadores romanos.
Después de la conquista de los vándalos en el norte de África y el establecimiento del Reino Vándalo, estas ciudades se aislaron por completo y finalmente cayeron bajo el control de los bereberes romanizados de la región. Los bereberes formaban un reino bárbaro independiente, conocido como el «Regnum Maurorum et Romanorum», el «Reino de los moros y los romanos». Este reino era un poder local y a menudo se encontraba en guerra con el vecino Reino de los vándalos. Cuando el Imperio Romano de Oriente invadió a los vándalos en su exitoso intento de reconquistar el norte de África, el Reino Mauro-Romano bajo el mando de Masuna, aliado con ellos contra los vándalos. Sin embargo, los gobernantes posteriores entraron en conflicto con el Imperio. Después de una campaña militar fallida bajo el rey Garmul contra el Imperio Romano de Oriente, el Imperio reincorporó algunos territorios costeros y el Reino colapsó.

### El estado remanente de Altava
Aunque el dominio del Reino Mauro-Romano había colapsado y otros reinos se habían levantado de sus ruinas, como el «Reino de los Ouarsenis» y el «Reino de los Hodna», un reino bereber romanizado continuó siendo gobernado desde la ciudad de Altava, aunque era significativamente más pequeño en tamaño que el Reino gobernado por Garmul. Durante este período, el cristianismo se convirtió en la religión predominante en Altava, con influencias  sincréticas de la religión bereber tradicional. En esta época se construyó una nueva iglesia en la capital, Altava.
El último gobernante registrado del Reino de Altava fue Cecilio, llamado Koceila o Kusaila, "leopardo" en  tamazight. Murió en el año 690 D.C. luchando contra la conquista musulmana del Magreb. También fue líder de la tribu amazig Awraba y posiblemente cabeza cristiana de la confederación Sanhadja. Es conocido por haber liderado una dura resistencia bereber contra la conquista del Magreb por el Califato Omeya en la década de 680.
De hecho, en 683 AD, Uqba ibn Nafi fue emboscado y asesinado en la batalla de Vescera cerca de Biskra por Kusaila, quien obligó a todos los árabes a evacuar su recién fundada Kairuán  para luego retirarse a  Cirenaica. Pero en 688 d. C., llegaron los refuerzos árabes de Abd al-Malik ibn Marwan bajo el mando de Zuhair ibn Kays. Cecilio se encontró con ellos en 690 d. C., con el apoyo de las tropas bizantinas, en la Batalla de Mamma. Muy superados en número,  Awraba y Byzantines fueron derrotados y Cecilio fue asesinado.
Con la muerte de Cecilio, el liderazgo de resistencia pasó a una tribu conocida como la «tribu Jerawa», que tenía su base en las montañas Aurès: sus tropas bereberes cristianas después de su muerte lucharon más tarde bajo el mando de Kahina, la última reina de los bereberes romanizados.

## Lista de reyes de Altava

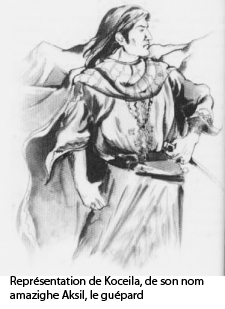
Rey Cecilio de Altava

| Monarca             | Reinado | Notes |
| ------------------- | ------- | --- |
| Desconocidos        |         | No hay datos entre los años 578 y 670 |
| Sekerdid el romano" | 670s?   | Aparentemente de ascendencia de Roma del este, abdicó y más adelante ayudó a Cecilio en la batalla.                                                                                      |
| Caecilius           | 680-690 | Último rey de Altava, lideró una resistencia efectiva contra los musulmanes que conquistaron el Magreb en el año 680. También conocido como Aksil (ⴰⴾⵙⵉⵍ) en Bereber y Kusaila en árabe. |